# Gerry O'Connor
Gerry O'Connor, född 21 juli 1960 i Nenagh i County Tipperary, Irland, är en irländsk folkmusiker och tenorbanjospelare. En musikkritiker i Wall Street Journal) har beskrivit Gerry O'Connor som "en av de nutida fyra bästa spelare av 4-strängad banjo inom den irländska musiken". Han spelar även mandolin, fiol, gitarr och tenorgitarr. O'Connor har gett ut fyra soloalbum. När Barney McKenna, som spelade banjo i The Dubliners plötsligt avled 5 april 2012, blev Gerry O'Connor tillfällig medlem inför gruppens avskedsturné, då de samtidigt hade sitt 50-årsjubileum. Efter att The Dubliners splittrades fortsatte O'Connor att turnera ihop med Eamonn Campbell, Patsy Watchorn och Seán Cannon i den nybildade gruppen The Dublin Legends. Patsy Watchorn lämnade denna grupp 2014.
Förutom karriären som soloartist och medverkandet i The Dublin Legends är O'Connor även medlem i gruppen Four Men and a Dog samt gästartist på många andra artisters framträdanden.

## Diskografi
Soloalbum
- Time To Time – 1991
- Myriad – 1998
- No Place Like Home – 2004
- High Up – Low Down – 2009